# Wołodymyr Mandryk
Wołodymyr Stanisławowycz Mandryk, ukr. Володимир Станіславович Мандрик (ur. 16 grudnia 1957 w Kałuszu) – ukraiński piłkarz, grający na pozycji pomocnika, trener piłkarski i działacz sportowy.

## Kariera piłkarska

### Kariera klubowa
Do 1993 występował w zespole Chimik Kałusz.

## Kariera trenerska
Karierę szkoleniowca rozpoczął po zakończeniu kariery piłkarza. Najpierw trenował zespoły amatorskie, a potem został zaproszony do sztabu szkoleniowego Spartaka-2 Iwano-Frankiwsk. W 2006 pełnił obowiązki głównego trenera Spartaka Iwano-Frankiwsk. Obecnie pracuje jako dyrektor stadionu Chimik w Kałuszu.